# 3-тя бригада командос (Велика Британія)
3-я бригада командос (англ. 3 Commando Brigade) — формування британських збройних сил, один з головних підрозділів Королівської морської піхоти.
Бригада була сформована в 1943 році, під час Другої світової війни, з командос і спецназу королівського флоту, що брали участь в Бірманській операції.
Після Другої світової війни, армійські спецназівці були розформовані і бригада стала повноцінним формуванням королівського флоту. Останнім часом бригада знову стала змішаного складу: морські піхотинці, піхотний батальйон, полк артилерії.
З кінця Другої світової війни, бригада виконувала завдання в ході Суецької кризи, Фолклендської війни, війни в Перській затоці і війни в Афганістані.